# Turmion Kätilöt

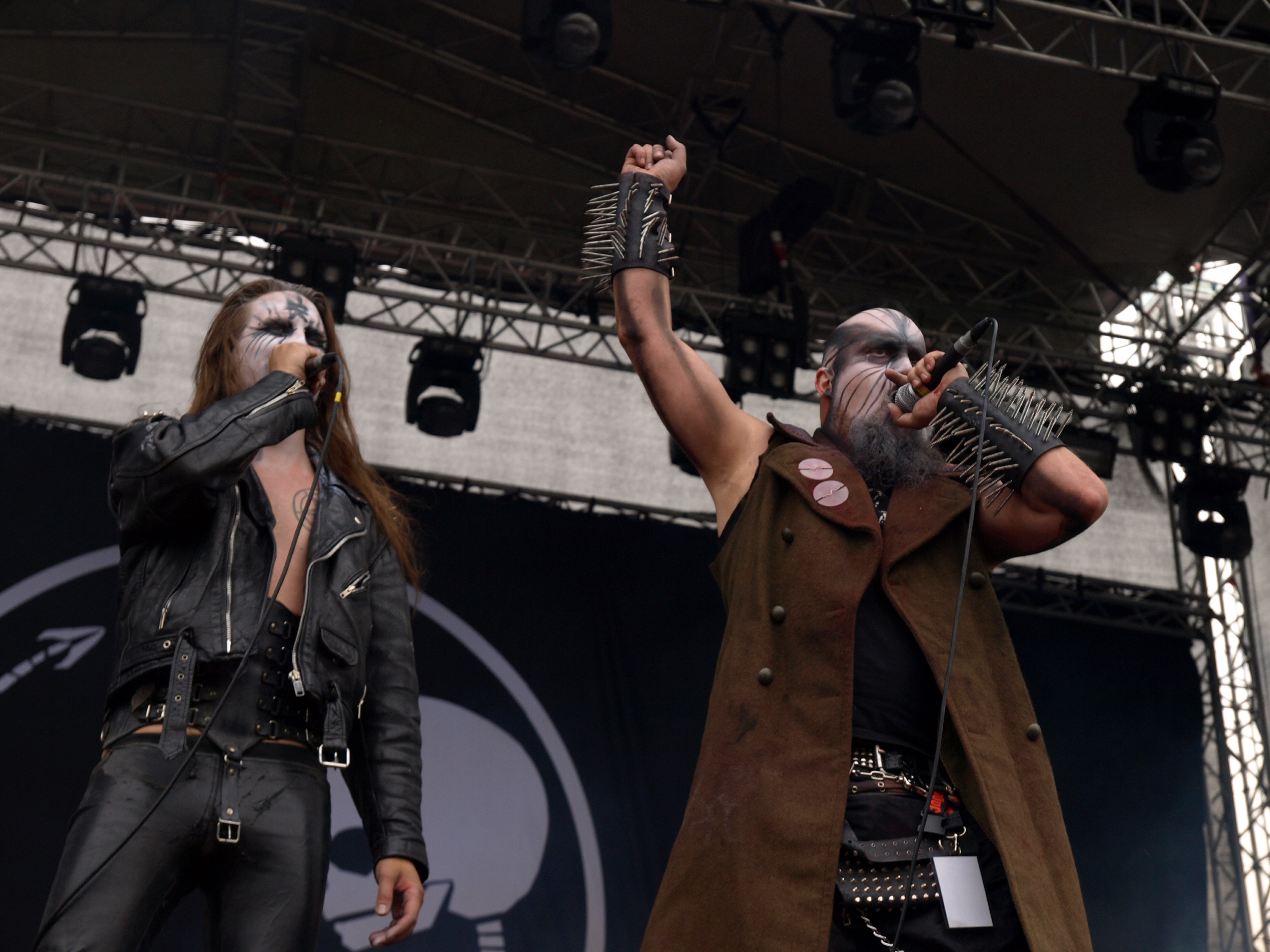
Spellgoth, MC Raaka Pee

A Turmion Kätilöt egy 2003-ban alakult finn indusztriális metal együttes. A zenekar a metal keretein belül a hörgést elektronikus elemek használatával ötvözi.[forrás?] A Turmion Kätilöt Finnországon kívül kevésbé ismert, jórészt hazájukban koncerteznek.[forrás?]

## Tagok

### Állandó tagok
- MC Raaka Pee (ének)
- Dj Vastapallo (gitár)

### Élő koncerten
- RunQ (billentyű)
- Spellgoth (ének)
- Master Bates (gitár)
- DQ (dob)

## Albumok
1. Hoitovirhe (2004)
2. Pirun Nyrkki (2006)
3. U.S.C.H! (2008)
4. Perstechnique (2011)
5. Technodiktator (2013)
6. Diskovibrator (2015)
7. Dance Panique (2017)
8. Universal Satan (2018)
9. Global Warning (2020)

## Kislemezek
- Teurastaja (2003)
- Verta Ja Lihaa (2004)
- Niuva 20 (2005)
- Pirun Nyrkki (2006)
- Minä Määrään (2008)
- Ihmisixsixsix (2010, digitális kiadás)

## Külső hivatkozások
- A zenekar hivatalos honlapja Archiválva 2008. december 23-i dátummal a Wayback Machine-ben
- Leírás a Rockerek.hu-n Archiválva 2009. január 22-i dátummal a Wayback Machine-ben